# 车辇店胡同
39°56′44″N 116°24′20″E / 39.9454493°N 116.4055802°E
车辇店胡同位于中華人民共和國北京市安定门大街中段路西；与国子监街相对。京香福苑小区以及安馨苑小区位于胡同内。明代属于棂春坊，清代属于镶黄旗，民国属于第五区，现代属于安定门街道办事处。